# Apricale
Apricale är en ort och kommun i provinsen Imperia i regionen Ligurien i Italien. Kommunen hade 624 invånare (2018).